# 逆境商數
逆境商數（adversity quotient）簡稱AQ，是評估一個人處理壓力或是挫折的能力，因此也稱為是韌性的科學。adversity quotient是由保羅·史托茲在1997年發行的書《Adversity Quotient: Turning Obstacles Into Opportunities》中提到的。為了評估逆境商數，史托茲也發展了一種稱為逆境反應概況（Adversity Response Profile，簡稱ARP）。
AQ是個人成功的可能因素之一，也可以用來預估態度 (心理學)、心理壓力、疾病、壽命、學習，以及面對環境變化的調整能力。AQ和EQ及IQ都是非常影響人的發展。現在，IQ、EQ、AQ並稱3Q，成為人們獲取成功必備的不二法寶。有專家甚至斷言，100%的成功＝20%的IQ+80%的EQ和AQ。

## 逆商的四維
Core為構成逆商的四維。當中可分成掌控感（Control）、擔當力（Ownership）、影響度（Reach）和持續性（Endurance）。掌控感即為對事情可以掌握多少資訊、在這個局面上能夠作出甚麼反應。擔當力即為承擔責任，若遇到事情時第一反應為「互相指責」、「推卸責任」時，其本質即認為自己「做甚麼都沒有用」、「我沒有能力」，同時亦是把「掌控感」放棄。故此應評估和強化自己的擔當力，成為擁有逆商的人。而影響度即為準確評估該逆境對自己的影響，若逆境來臨時把事情災難化思考，就會引發無助、恐懼等。而持續性即為準確評估逆境甚麼時候會來臨、會維持多久、甚麼時候終結。若低逆商的人則會認為逆境是突如其來、無法改變且永久的；而高逆商的人則會在逆境來臨前已做好準備，並且認為只是暫時性，可以看到逆境的終點。

## 構成逆商的三大支柱

### 認知心理學
保羅·史托茲認為，習得性無助解釋了人為甚麼會選擇放棄和退出。習得性無助就是將「做甚麼都沒有用」這一想法內化，從而削弱一個人的掌控感。而按照歸因理論，若把事情解釋成「永久的、普遍的和個人的」，就會形成習得性無助；反之若把事情解釋成「暫時的、有限的和外在的」就形成樂觀，從而獲得「賦能」可對抗無助感。

### 健康新論
心理神經免疫學認為，人們的想法和感受是由大腦中的一些化學物質所傳遞，而這些物質亦會影響身體的健康。故此，應對逆境的方式直接關係到身心的健康。如果失去事情的掌控感，便會陷入習得性無助。此時在壓力面前便會抑鬱和焦慮，從而影響免疫系統的運作。

### 腦科學
要培養逆商，就要培養良好的習慣。當做一件事情越多，這件事就會從有意識變成潛意識。此時習慣便會改變，並且這個習慣隨著時間的推移更會強化。因此如果想從低逆商變成高逆商，便使得正面的想法變成一種習慣。

## 延伸閱讀
- Stoltz, P. (1997). Adversity quotient: Turning obstacles into opportunities. New York: Wiley, ISBN 978-0471344131
- Adversity Quotient @ Work: Make Everyday Challenges the Key to Your Success--Putting the Principles of AQ Into Action by Paul G. Stoltz, Ph.D. (Morrow, 2000), ISBN 978-0688177591
- Adversity Quotient at Work: Finding Your Hidden Capacity for Getting Things Done by Paul G. Stoltz, Ph.D. (Collins, 2001), ASIN: B000W25NPI

## 外部連結
- Peaklearning.com （页面存档备份，存于）
- Researchgate.net （页面存档备份，存于）